# ديفيد كامبل (سياسي)
ديفيد كامبل (بالإنجليزية: David Campbell)‏ هو سياسي أمريكي، ولد في 1750 في الولايات المتحدة، وتوفي في 1812 في نفس البلد.